# Hameroester
De hameroester (Malleus malleus) is een tweekleppigensoort uit de familie Malleidae. De wetenschappelijke naam van de soort werd in 1758 gepubliceerd door Carl Linnaeus in de tiende editie van Systema naturae. 
De naam is te danken aan de afwijkende schelpvorm, die wat op een hamer lijkt. De hameroester komt voor in delen van de Indische Oceaan. De oester is eetbaar en de schelp wordt gebruikt om kalk te maken.

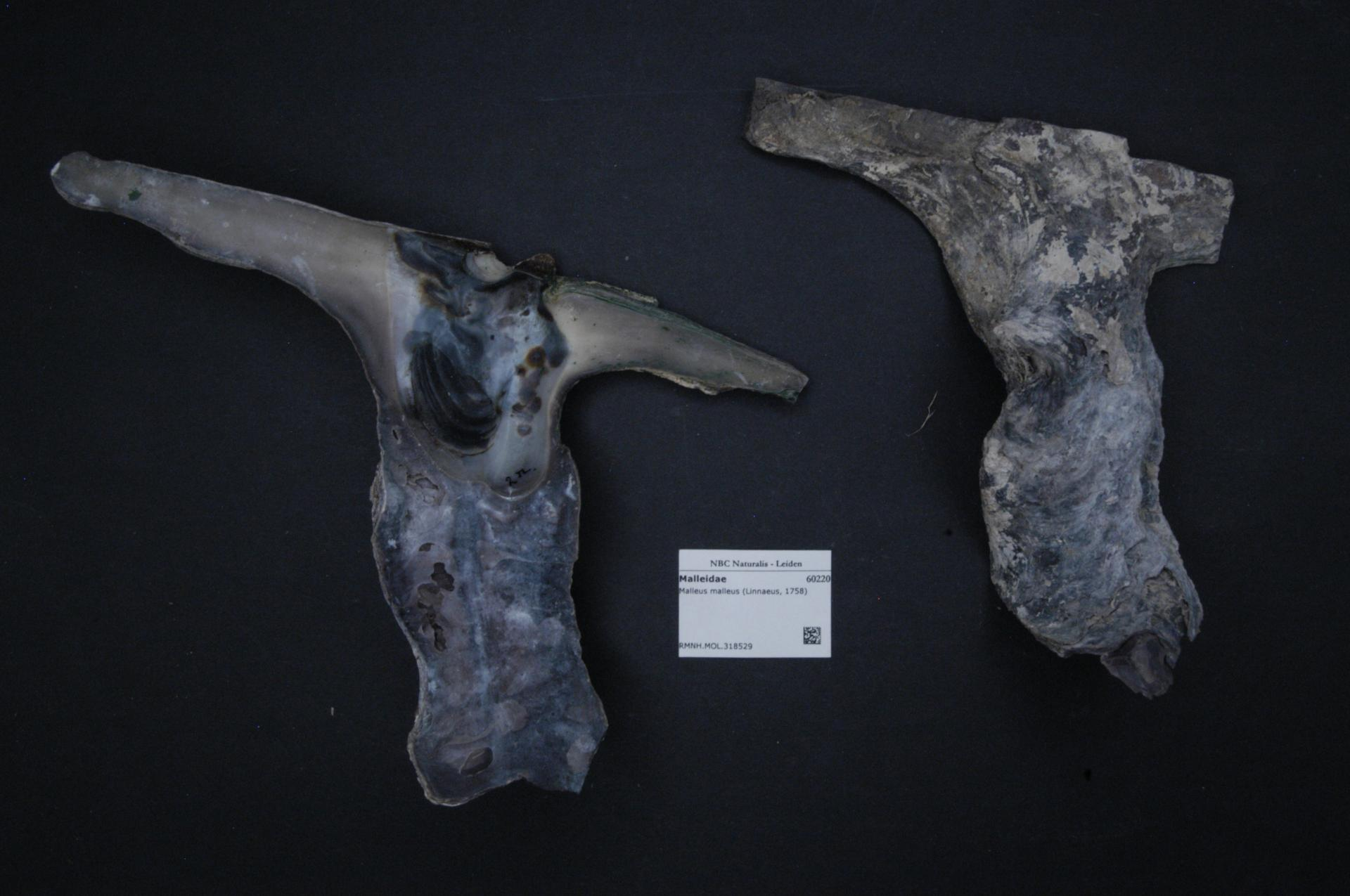
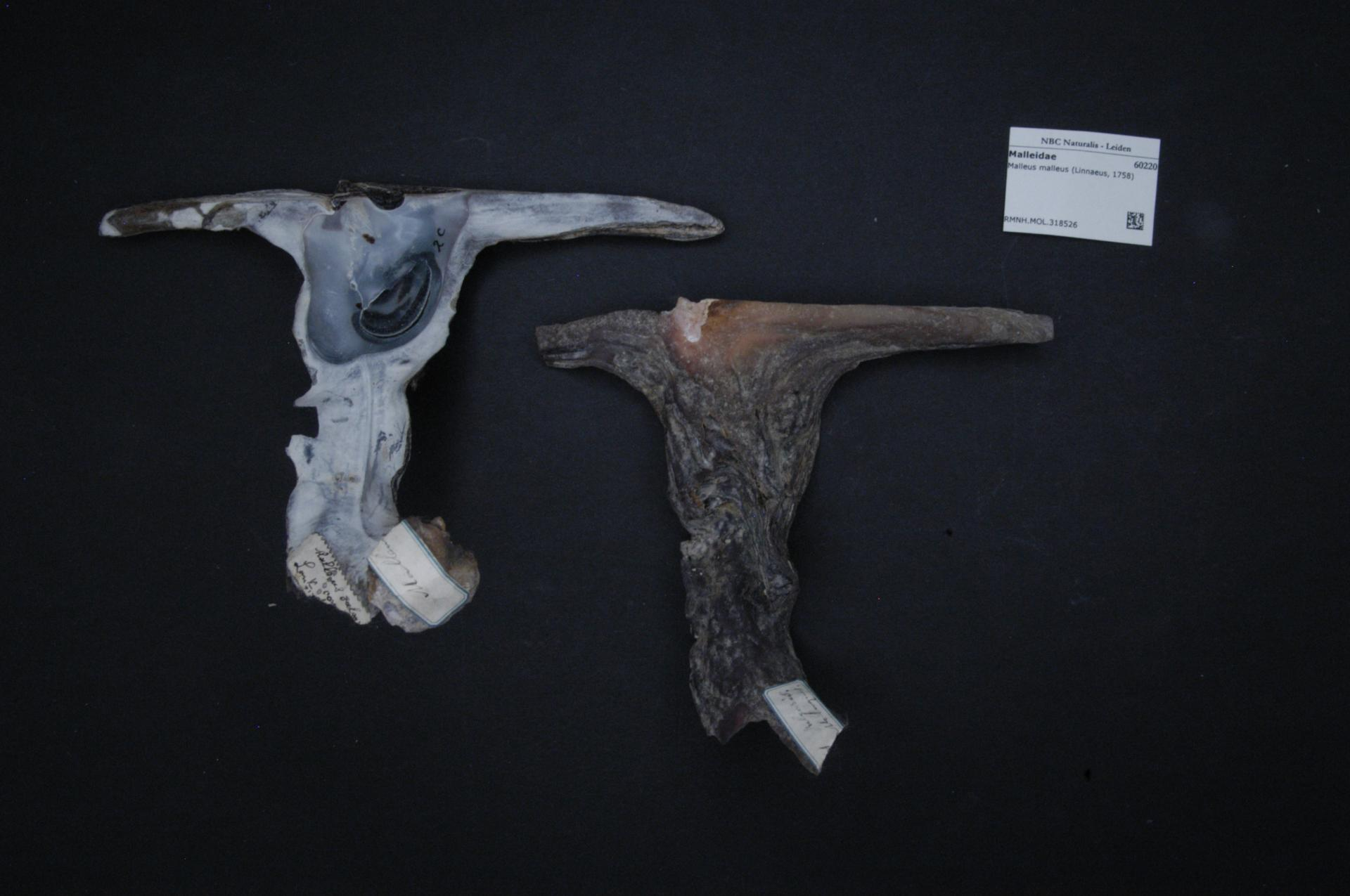
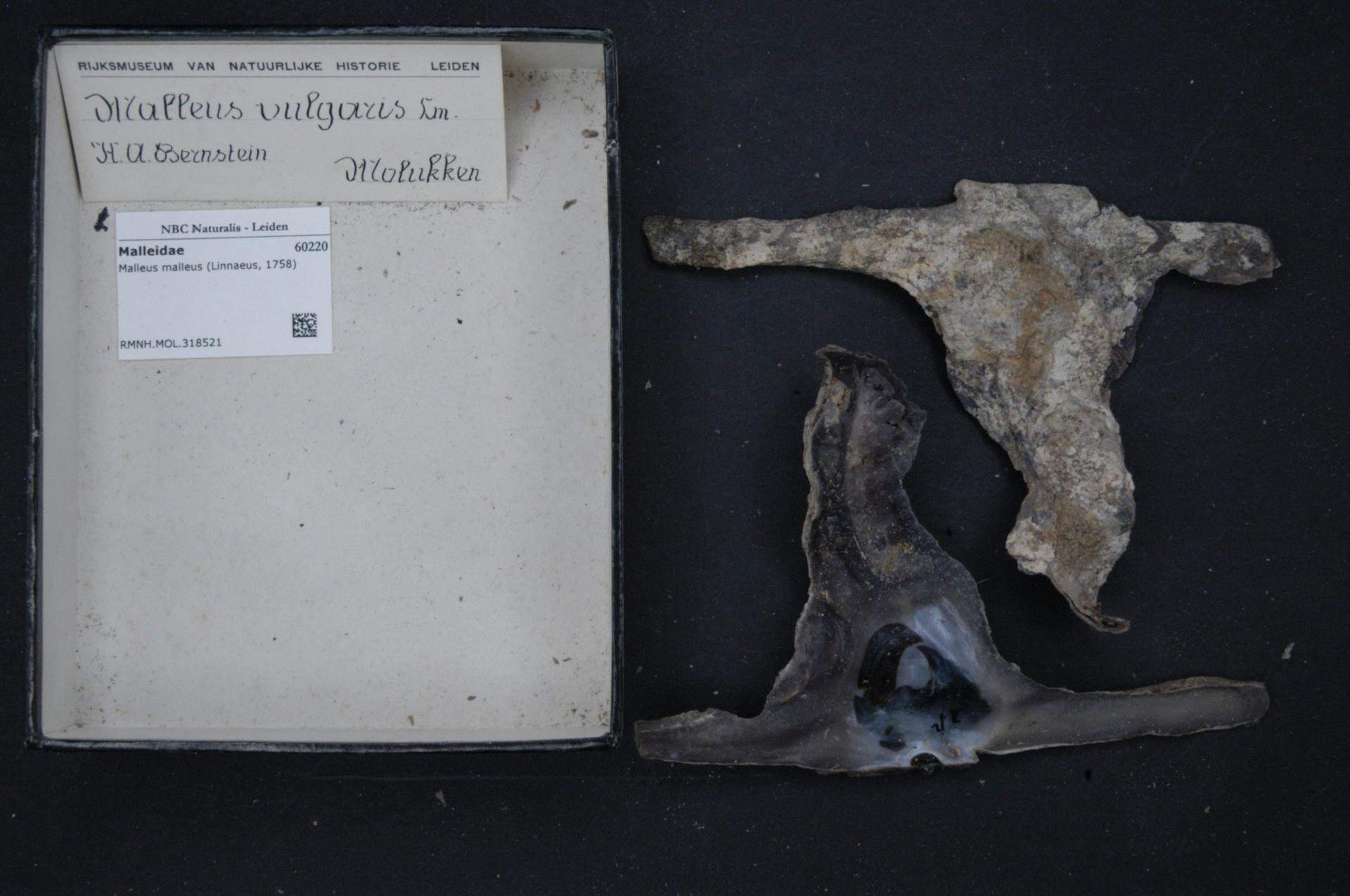
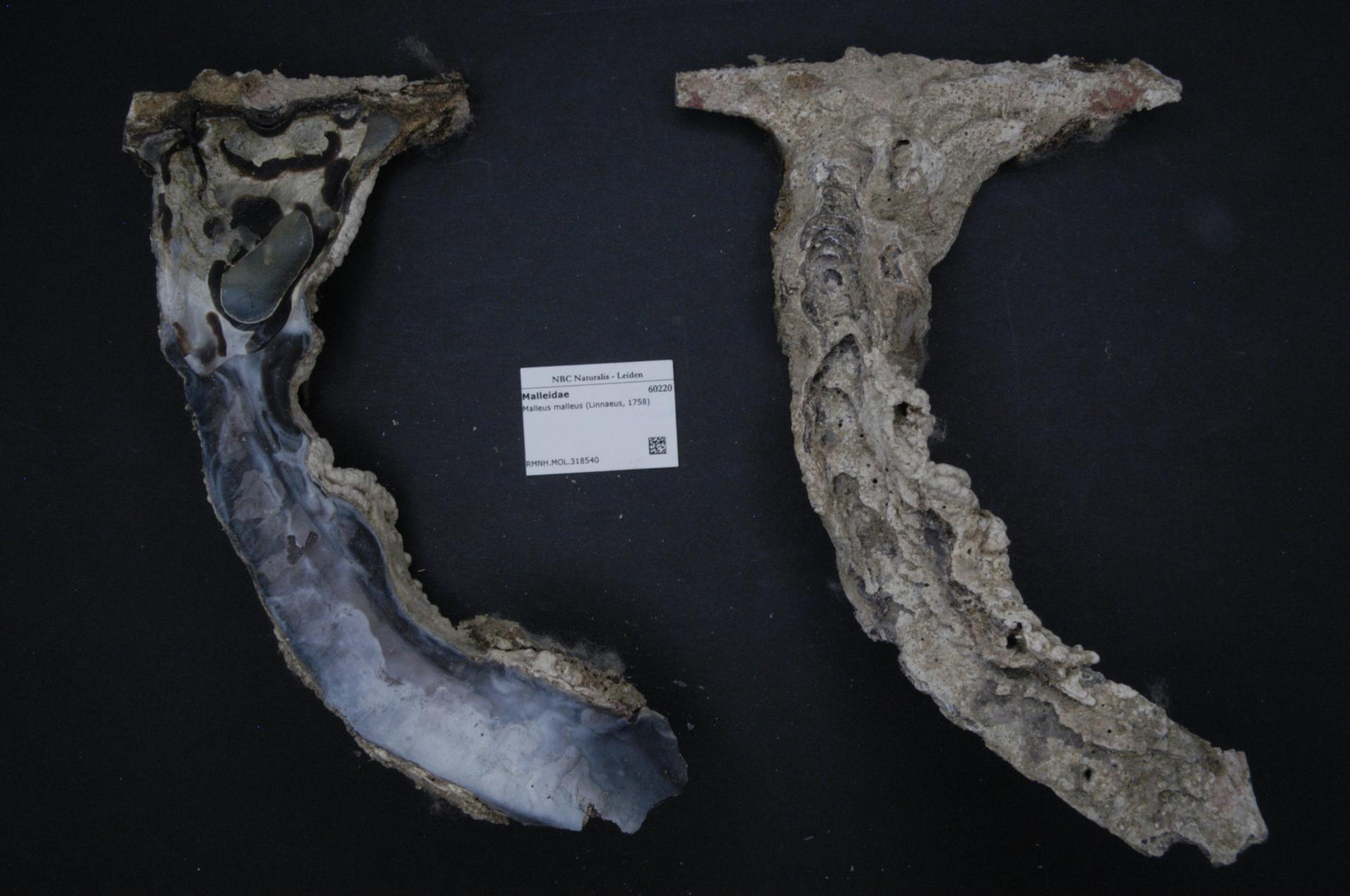